# Skywalkers: История одной пары
«Skywalkers: История одной пары» (англ. Skywalkers: A Love Story) — американский документальный фильм, снятый режиссёром Джеффом Цимбалистом в 2024 году.

## Сюжет
Отважная пара Иван и Анжела путешествует по всему миру, финалом чего становится их цель взобраться на 118-этажный небоскрёб Merdeka 118 в Куала-Лумпуре (Малайзия), и выполнить смелый акробатический трюк на шпиле, дабы спасти свою карьеру и отношения.

## Премьера
Премьера фильма «Skywalkers: История одной пары» состоялась на кинофестивале «Сандэнс» в 2024 году. Несколько дней спустя компания Netflix приобрела права на распространение фильма, выпустив его 19 июля 2024 года.

## Восприятие
«Skywalkers: История одной пары» был отмечен наградой за лучший документальный фильм на кинофестивале в Майами.
На американском сайте-агрегаторе Rotten Tomatoes 74 % из 58 рецензий критиков положительные, а фильм имеет среднюю оценку 6.5. Одна из рецензий на сайте гласит: «Смешивая романтику с головокружительным поиском острых ощущений, „Skywalkers: История одной пары“ — документальный фильм поистине головокружительных масштабов». Сайт Metacritic, использующий средневзвешенное значение, присвоил фильму оценку 64 из 100 на основе 18 рецензий критиков, что указывает на «в целом благоприятные» рецензии.
Джон Наджент, опубликовавший свою рецензию в журнале Empire Film Magazine дал фильму оценку 3 из 5 звезд, похвалив его способность задеть зрителя, но «не достигнув тех высот, которые мог бы». В рецензии также отмечается, что фильм можно рассматривать как рекламу фирменных нетрадиционных секс-символов пары. Нелл Миноу, пишущая рецензии для сайта RogerEbert.com оценила фильм на 2 звезды из 4, описав главных героев как «двух беззаботных адреналиновых наркоманов, идущих на смехотворный риск, чтобы получить лайки в социальных сетях», и раскритиковав их за «полную эгоцентричность».